# Raymond Kurzweil
Raymond Kurzweil (Nova Iorque, 12 de fevereiro de 1948) é um inventor e futurista dos Estados Unidos.
Pioneiro nos campos de reconhecimento ótico de caracteres, síntese de voz, reconhecimento de fala e teclados eletrônicos. Ele é autor de livros sobre saúde, inteligência artificial, transumanismo, singularidade tecnológica e futurologia.

## Biografia

### Juventude
Raymond Kurzweil cresceu no Queens, em Nova Iorque, filho de judeus que escaparam da Áustria pouco antes da Segunda Guerra Mundial. Através do Unitário-Universalismo, foi exposto a diferentes fés durante a juventude. Seu pai era um músico e compositor enquanto a mãe era uma artista. Seu tio era um engenheiro da Bell Labs, e lhe ensinou o básico sobre computadores. Na sua juventude, ele era um ávido leitor de literatura sobre ficção científica. Em 1963, escreveu seu primeiro programa de computador, desenvolvido para processar dados estatísticos, tendo sido usado por pesquisadores da IBM. Ainda no ensino médio, criou um programa sofisticado de reconhecimento de padrões que analisava as obras de compositores clássicos, sintetizando suas próprias canções em estilos similares. O potencial dessa invenção era tanto que, em 1965, ele foi convidado a aparecer no programa de televisão I've Got a Secret, apresentando uma peça de piano composta por um computador criado por ele. No fim do mesmo ano, ele ganhou o primeiro prêmio na Feira Internacional de Ciência por sua invenção, sendo parabenizado pelo próprio presidente Lyndon B. Johnson durante uma cerimônia na Casa Branca.

### Empreendimentos
Em 1968, ainda estudante do MIT, Kurzweil fundou uma empresa que usava um programa de computador para casar estudantes de ensino médio com universidades. Ele comparava milhares de critérios sobre cada instituição de ensino com respostas de questionários respondidos pelo próprio estudante. Aos vinte anos, ele vendeu a empresa para a Harcourt, Brace & World por cem mil dólares mais royalties. Raymond recebeu BS em ciência da computação e literatura em 1970.
Em 1974, Kurzweil fundou a empresa Kurzweil Computer Products, Inc. e liderou o desenvolvimento do primeiro sistema de reconhecimento ótico de caracteres que reconhecia texto escrito em qualquer fonte. Até então, os digitalizadores só conseguiam ler texto escrito dum conjunto restrito de fontes. Ele decidiu que a melhor aplicação para essa tecnologia seria a criação de uma maquina leitora, que permitisse a cegos entender textos escritos ao ouvir um computador ler o texto. Entretanto, esse dispositivo exigia a criação de duas tecnologias, o digitalizador CCD e o sintetizador de voz. Sob sua direção, o desenvolvimento de tais tecnologias foi completado, e em 13 de janeiro de 1976 o produto foi apresentado durante uma coletiva para a imprensa. Chamada Máquina Leitora de Kurzweil, a invenção o levou a um maior reconhecimento. No dia do lançamento, a máquina foi usada no Today; após ouvir a demonstração, o músico Stevie Wonder comprou a primeira versão de produção, começando uma amizade de longa data com Kurzweil.
Em 1978, a empresa de Kurzweil começou a vender uma versão comercial de um programa de computador de reconhecimento ótico de caracteres. A LexisNexis foi uma das primeiras clientes, comprando o programa para digitalizar documentos impressos, formando um dos primeiros bancos de dados digitais conhecidos. Dois anos mais tarde, Kurzweil vende sua empresa para a Xerox, que tinha interesse em aumentar o comércio de sistemas de conversão de texto impresso em texto de computador. A Kurzweil Computer Products se tornou a subsidiária da Xerox, anteriormente conhecida como Scansoft e atualmente como Nuance Communications. Raymond atuou como consultor na empresa até 1995.
Sua próxima iniciativa na indústria foi na área de música eletrônica. Em 1982, após um encontro com Stevie Wonder em que o músico lamentava dividir as capacidades e qualidades de sintetizadores eletrônicos e instrumentos musicais tradicionais, Kurzweil se inspirou para criar uma nova geração de sintetizadores capazes de imitar com precisão o som de instrumentos reais. A Kurzweil Music Systems foi fundada no mesmo ano, e em 1984 o Kurzweil K250 foi lançado. A máquina era capaz de imitar diversos instrumentos, e, durante testes, músicos não conseguiam distinguir as diferenças do produto com um piano. A empresa foi vendida para a coreana Young Chang em 1990. Assim como com a Xerox, Kurzweil permaneceu como consultor por diversos anos.

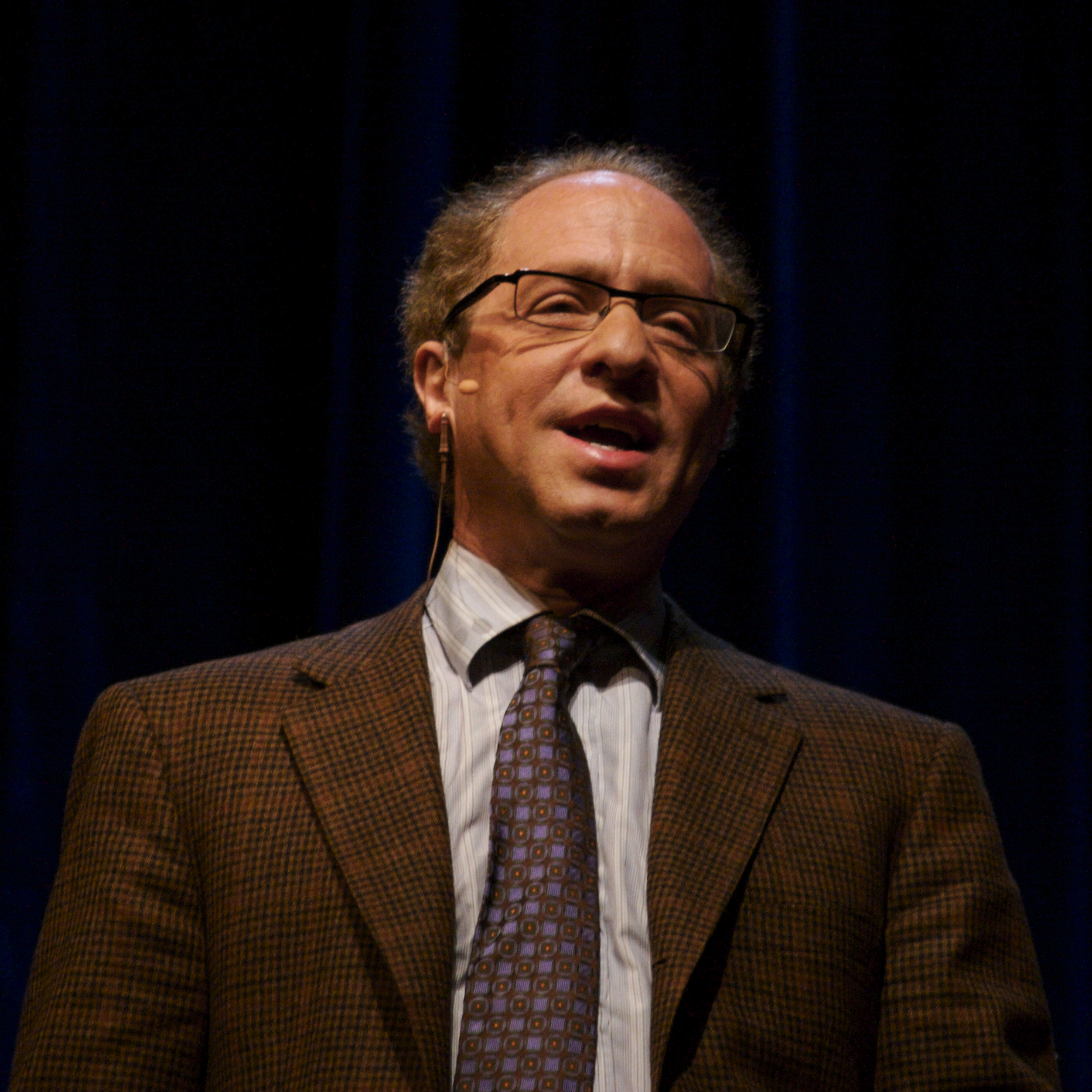
Raymond Kurzweil na Universidade de Stanford em 2006

### Últimos anos
Junto com a Kurzweil Music Systems, Ray Kurzweil criou a empresa Kurzweil Applied Intelligence (KAI) para desenvolver sistemas comerciais de reconhecimento de fala. Estreando em 1987, o primeiro produto foi o primeiro do mundo com amplo vocabulário, permitindo aos usuários ditar ao computador por um microfone. Posteriormente, a empresa combinou a tecnologia com sistemas especialistas de medicina para criar a linha de produtos Kurzweil VoiceMed, atualmente conhecida por Clinical Reporter, que permite aos médicos criar relatórios falando. A KAI é atualmente conhecida por Nuance.
Kurzweil também começou a Kurzweil Educational Systems em 1996 para desenvolver novas tecnologias de reconhecimento de padrões para ajudar pessoas com deficiências como cegueira e dislexia nos estudos.
Durante a década de 1990, Ray Kurzweil fundou a Medical Learning Company, cujos produtos incluíam um programa educacional interativo para médicos e um programa de simulação de paciente. Na mesma época, Kurzweil começou a KurzweilCyberArt.com, um sítio web com programas de computador para ajudar na criação de arte.
Em junho de 2005, Ray Kurzweil apresentou o K-NFB Reader, um dispositivo de bolso que continha uma câmera digital e uma unidade computacional. Assim como a Máquina Leitora de Kurzweil trinta anos antes, o K-NFB Reader foi desenvolvido para ajudar cegos ao permitir a leitura em voz de texto escrito. Essa nova máquina era portável e coletava texto através de imagens de uma câmera digital.
Em março de 2009, foi lançado, no Festival de Tribeca, um documentário independente sobre Ray chamado Transcendent Man. Os cineastas Barry e Felicia Ptolemy o seguiram, documentando sua turnê global de palestras. E, em junho de 2010, foi lançado, no Festival de Breckenridge, um filme de autoria do próprio Ray Kurzweil, intitulado The Singularity is Near: A True Story About the Future, baseado em partes de seu livro de 2005 The Singularity Is Near. Parcialmente fictício, ele entrevista vinte intelectuais como Marvin Minsky, e há narrativas que ilustram algumas das ideias. Além desse filme,

## Livros
O primeiro livro de Kurzweil foi publicado em 1990, The Age of Intelligent Machines, uma obra não fictícia que discute a história da inteligência artificial e prevê desenvolvimentos possíveis. Outros especialistas do campo também contribuíram amplamente no trabalho através de ensaios. Em seguida foi publicado um livro sobre nutrição em 1993, The 10% Solution for a Healthy Life, que argumenta que os altos níveis de gordura são a causa de diversos problemas de saúde comuns nos Estados Unidos, e que cortar o total de calorias consumidas para 10% do atual seria melhor índice para a maioria das pessoas.
Em 1998 foi publicado The Age of Spiritual Machines, que foca na elucidação de suas teorias sobre o futuro da tecnologia. Foi seguido por outro livro sobre saúde e nutrição, Fantastic Voyage: Live Long Enough to Live Forever, coautorado por Terry Grossman, um médico e especialista em medicina alternativa. The Singularity Is Near foi publicado em 2005.
Em 2014 foi publicado How to Create a Mind. Neste livro, o autor, considerado um dos maiores visionários do mundo da tecnologia, eleva sua exploração sobre inteligências artificiais a um patamar inteiramente novo.